# برنتيس مارشال
برنتيس مارشال (بالإنجليزية: Prentice Marshall)‏ هو محامي وقاضي أمريكي، ولد في 7 أغسطس 1926 في أوك بارك في الولايات المتحدة، وتوفي في 24 مايو 2004 في بونس إنليت في الولايات المتحدة بسبب سرطان المثانة.